# Johnny Owen
John Richard Owens (7 de enero de 1956 - †4 de noviembre de 1980) fue un boxeador profesional proveniente de Gales, su frágil apariencia y sorprendentes habilidades le ganaron diversos epítetos, como "el gallo biónico" o "el cerillo de Merthyr". Durante su breve carrera sostuvo título de campeón mundial de peso gallo para Gran Bretaña y Europa y se convirtió en el primer galés en ostentar el título gallo para la Mancomunidad Británica de Naciones. Desafió al campeón Lupe Pintor para su versión del título mundial de peso gallo del mundo en septiembre de 1980, perdiendo el encuentro de manera tortuosa y difícil en el duodécimo asalto. Debido a que nunca recuperó el conocimiento, cayó en coma y murió siete semanas después. Una estatua que conmemora su vida y trayectoria fue erigida en Merthyr Tydfil en 2002.

## Primeros años y carrera
Johnny Owen, cuyo nombre completo fue John Richard Owens, fue el cuarto de ocho hijos de una familia de clase trabajadora. Sus padres fueron Dick y Edith Owens, originarios de Merthyr Tydfil, lugar donde nació el 7 de enero de 1956. Comenzó su carrera a la escasa edad de 8 años y desempeñó una exitosa carrera amateur que se resumió en 126 encuentros. Los destellos de sus hazañas, como amateur, se dieron al ganar diversos títulos en Gales y un impresionante récord en su carrera internacional, representando a su amado país: Gales.
Con un carácter callado, reservado y amistoso -fuera del ring- contrastaba una vez que se colocaba su vestimenta dentro del ring de boxeo. Ahí se convertía en el oponente más formidable con un despliegue de determinación y fuerza tal, que parecía imposible dada la apariencia frágil de su cuerpo. El estilo de Johnny era de movimiento perpetuo acoplado a un alto perfil, conocimiento y dominio del arte del boxeo. La ferocidad completa se demostraba al dar un paso dentro del encordado sorprendiendo por su fuerza, tenacidad, energía, elegancia y caballerosidad. Su entrenamiento en las escarpadas colinas de Gales del Sur, le dieron el temple que le dotaría de éxito en sus combates.
El debut como profesional se dio en 1976 abriendo su cuenta de triunfos con un nocaut técnico sobre su paisano George Sutton originario de Pontypool, el 30 de septiembre. En aquel tiempo Sutton estaba clasificado como el número 3 de los contendientes del título británico. Un fino triunfo para Owen en su primer encuentro profesional.

## Cazando el título
Owen disfrutó de un comienzo prometedor de su carrera profesional, al levantar el Campeonato de Peso gallo en Gales, justo después de 6 combates y noqueando a Paddy McGuire para obtener el cetro del título británico después de 10 encuentros. Guiado por su mánager y entrenador Dai Gardner, Owen dominaría el escenario doméstico de los pesos gallo y ya a fines de 1978 estaba listo para someterse a la prueba máxima de los escenarios internacionales.
Su enfrentamiento a Paul Ferreri para disputar el título vacante de la Mancomunidad Británica de Naciones derivó en uno de los más notables despliegues de Owen de su carrera entera. Ferreri, nacido en Italia y residente en Australia había tenido el título antes -sin mencionar otros cinturones- y fue esperado como un obstáculo difícil pero no insuperable a las ambiciones de novel galés. Los lances de Ferreri fueron limpios y duros soportando ambos hombres un castigo en donde la pelea se prolongó hasta los 15 asaltos disputados de manera fragorosa. Casi al final el australiano comenzó a mermar y los puñetazos implacablemente lanzados por Owen incrementaron la presión. Los jueces vieron el estilo de Owen y lo proclamaron Campeón de peso gallo de la mancomunidad, algo inusitado.
La victoria de Owen preparó el terreno para su siguiente encuentro en la división, esta vez ante el hispano Francisco Rodríguez. El galés afrontó su encuentro número 18 y primer intercontinental siendo observado como una parodia por quienes presenciaron el encuentro. La pelea tuvo lugar en territorio de Rodríguez entre una serie de alegatos y especulaciones de juego sucio por parte del retador. Se manejó que Rodríguez estaba excedido de peso, también se manejó que golpeó con el codo, e incluso que había untado una sustancia en sus guantes para obscurecer la visión de su adversario, y por si fuera poco el retador -que parecía haber dominado el encuentro- fue sujeto de una decisión que favoreció visiblemente al local. Todo esto posiblemente con fundamento y relación a un incidente similar ocurrido en Inglaterra meses antes.
Justo antes del encuentro con Pintor esta fue la única derrota profesional de Owen que fue vengada doce meses después, ante el mismo Rodríguez luchando con bravura por la corona. Cuatro meses después Owen defendió exitosamente el título británico por tercera y última vez al acceder al cinturón Lonsdale Belt. Su siguiente incursión en el extranjero se daría al enfrentar al reinante campeón mundial en la ciudad de Los Ángeles, Estados Unidos.

## Dramático final
El boxeador mexicano peso gallo y super gallo, Lupe Pintor había bordeado una decisión dividida y polémica ante su compatriota y viejo conocido Carlos Zárate, para afianzar el título mundial de peso gallo. Zarate pudo haberse jubilado como campeón, pero Pintor probó ser un digno sucesor, y muy pocos valoraron las oportunidades de Owen cuando se enfrentaron en El Gran Auditorio Olímpico de Los Ángeles el 19 de septiembre de 1980.
Dos mil fanáticos galeses hicieron arribo al escenario, pero fueron superados por partidarios de origen hispano. Observadores fuera del ring expresaron sus dudas cuando dirigieron sus miradas sobre el físico delgado de Owen y se asombraron al observar la resistencia y el pundonor del galés. Al final de octavo asalto Owen llevaba la ventaja pero comenzaba a reflejar los efectos del castigo físico que parecía mermar sus fuerzas. Para el noveno asalto Owen sufriría su primera caída dentro de toda su carrera. Rápidamente el pronóstico del encuentro dio un giro en favor de Pintor quien comenzaba a crecer en perfil. La catástrofe se dio a los 25 segundos del duodécimo asalto, un derechazo terminó por cimbrar a Owen y a enviarlo a la lona, Pintor retenía el título.
Owen, quien tenía un cráneo delicado (sin él saberlo), nunca recuperó la conciencia y, a pesar de la extensa cirugía que se le practicó, cayó en un coma profundo. Fue declarado muerto el 4 de noviembre de 1980 a la corta edad de 24 años.

## Después
Los golpes de Pintor nunca fueron establecidos como la causa de su muerte, la tragedia se atribuyó más bien a un evento puramente accidental debido a la naturaleza de ciertas malformaciones en el cráneo de Owen (según estudios médicos al escanear el cerebro del púgil). La familia de Owen lejos de culpar al mexicano, quien se encontraba deprimido por la muerte del galés, le telegrafiaron después de la muerte de Johnny, animándolo a continuar peleando. Owen fue sepultado en el cementerio Pant en Merthyr Tydfil, Gales. Veinte años después, un memorial dedicado a Owen fue develado en Merthyr Tydfil, a petición del padre de Johnny Owen. La develación fue efectuada por el mismo Lupe, quien llevaría en su memoria a este gran boxeador galés.